# Stanisław Kania
Stanisław Kania (Wrocanka (bij Jasło), 8 maart 1927 – Warschau, 3 maart 2020) was een Poolse politicus uit de tijd van de Volksrepubliek Polen.
Stanisław Kania werkte in de jaren 40 als arbeider en vocht tijdens de Tweede Wereldoorlog in het ondergrondse verzet. Na de oorlog was hij actief in de Poolse Arbeiderspartij (PPR) en na 1948 in de Poolse Verenigde Arbeiderspartij (PZPR). Na een carrière binnen het partijapparaat werd Kania in 1968 lid van het Centraal Comité van de partij, in 1971 secretaris van het Centraal Comité en in 1975 lid van het Politbureau.
Op 6 augustus 1980 werd hij Eerste Secretaris van de PZPR en daarmee feitelijk leider van Polen. Hij volgde Edward Gierek op, die had moeten aftreden na de gebeurtenissen van augustus 1980. Hij behield deze functie tot 18 oktober 1981, toen hij werd opgevolgd door generaal Jaruzelski, die kort daarna de staat van beleg uitriep. 
Van 1981 tot 1983 maakt hij deel uit van het presidium van het Front voor de Eenheid van de Natie en van mei 1982 tot november 1985 was hij lid van de Staatsraad. Van 1972 tot 1989 was Kania lid van de Poolse Sejm. Na de omwenteling van 1989 heeft Kania geen openbare functies meer uitgeoefend. Hij overleed op 92-jarige leeftijd.
Bolesław Bierut · Edward Ochab · Władysław Gomułka · Edward Gierek · Stanisław Kania · Wojciech Jaruzelski · Mieczysław Rakowski
- Bibliothèque nationale de France: cb12120497b (data)
- Gemeinsame Normdatei: 119111748
- International Standard Name Identifier: 0000 0004 3352 2788
- Nationale Bibliotheek van Polen: a0000001184365
- Nederlandse Thesaurus van Auteursnamen: 072359404
- SNAC: w6zt8tth
- Système universitaire de documentation: 029616832
- Virtual International Authority File: 30339538